# Kørebog
En kontrolbog er det A5-ringbind, der følger et militært køretøj. Den indeholder både de nødvendige tekniske oplysninger om køretøjet (mål, vægt, brændstof, lasteevne, specielt udstyr m.m.) og optegnelser over udførte eftersyn og vedligeholdelsesarbejder. I den daglige tjeneste er der mest fokus på siden med udførte daglige og ugentlige eftersyn samt skemaet med oplysningerne om de enkelte køreture (formålskode, fører af køretøjet, autorisation, turens hovedpunkter og kørt distance).
| Militær | Spire Denne artikel om militær er en spire som bør udbygges. Du er velkommen til at hjælpe Wikipedia ved at udvide den. |